# James Kelly
James McNeal Kelly (Burlington, 14 mei 1964) is een Amerikaans voormalig ruimtevaarder. Kelly’s eerste ruimtevlucht was STS-102 met de spaceshuttle Discovery en vond plaats op 8 maart 2001. Tijdens de missie werden bemanningsleden en materiaal naar het Internationaal ruimtestation ISS gebracht voor ISS-Expeditie 2.
Kelly maakte deel uit van NASA Astronaut Group 16. Deze groep van 44 ruimtevaarders begon hun training in 1996 en had als bijnaam The Sardines.
In totaal heeft Kelly twee ruimtevluchten op zijn naam staan. In 2010 verliet hij NASA en ging hij als astronaut met pensioen. 